# Список умерших в 1358 году

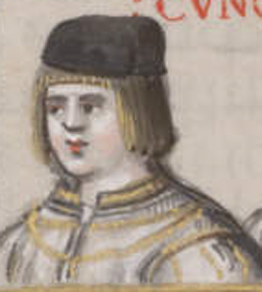
Фадрике Альфонсо Кастильский

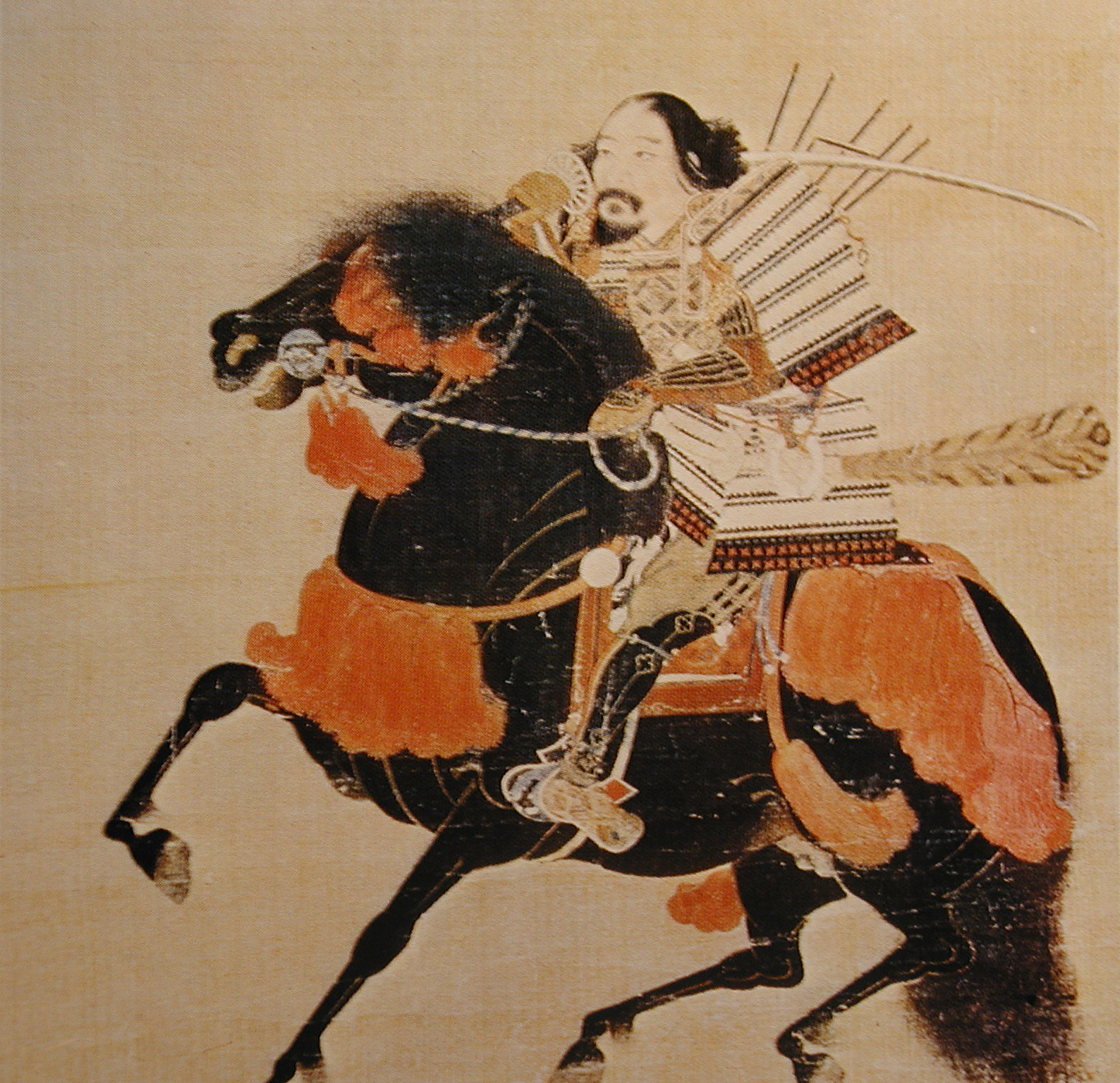
Асикага Такаудзи

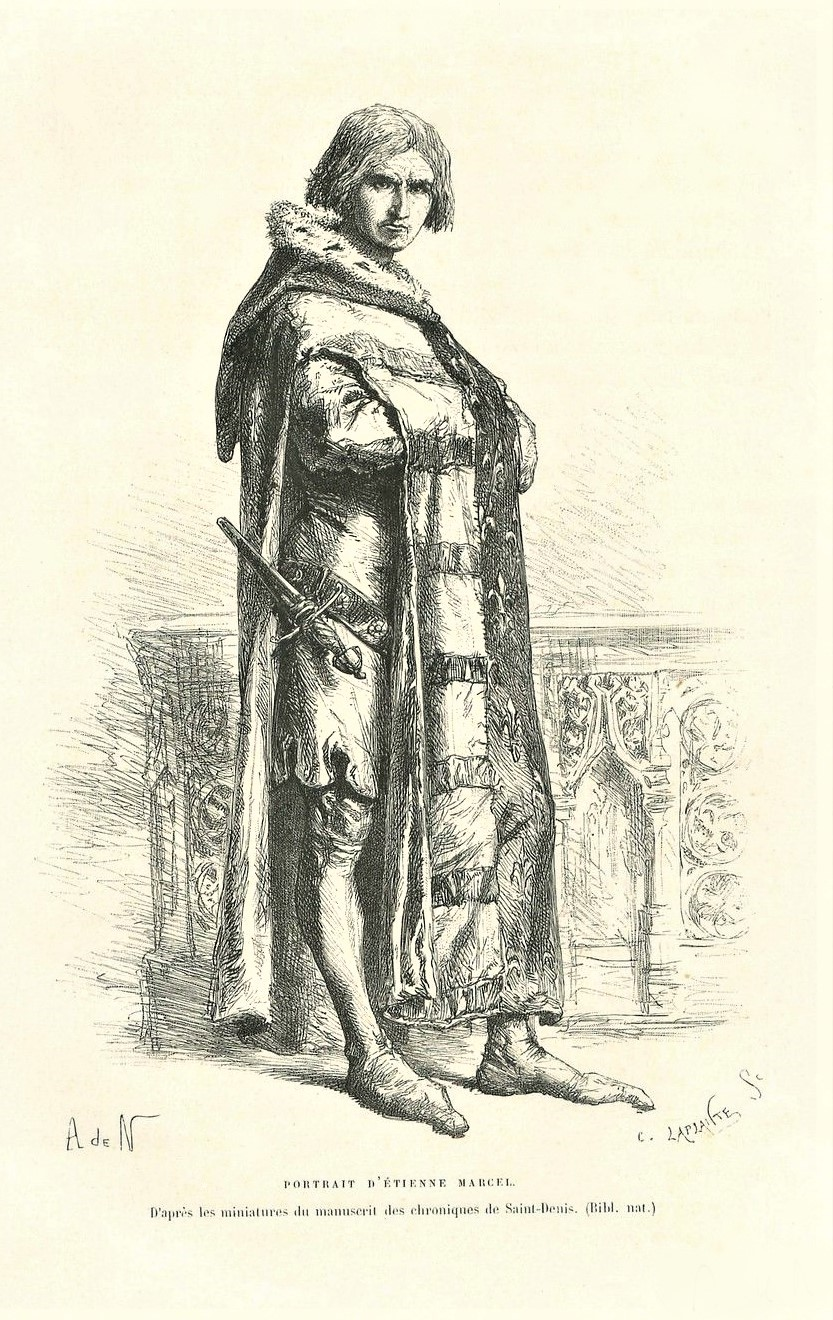
Этьен Марсель

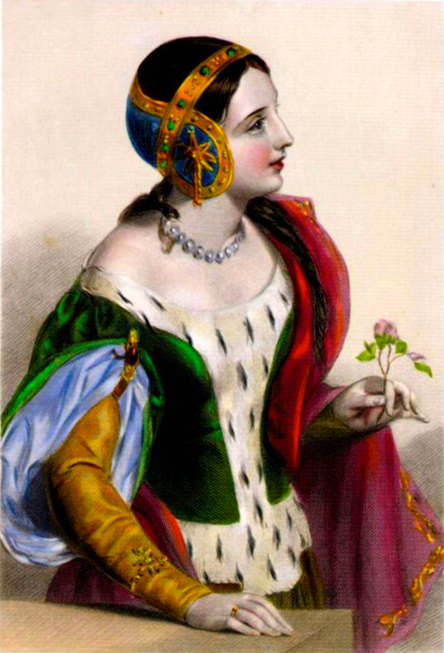
Изабелла Французская

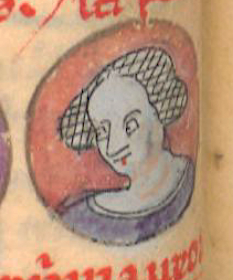
Матильда де Шатильон

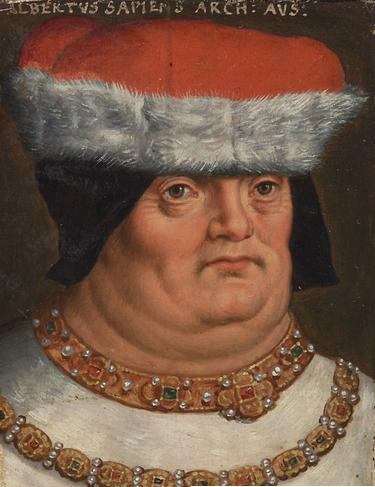
Альбрехт II Мудрый

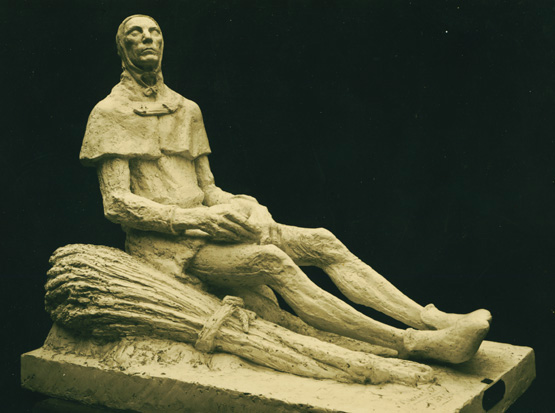
Гильои Каль

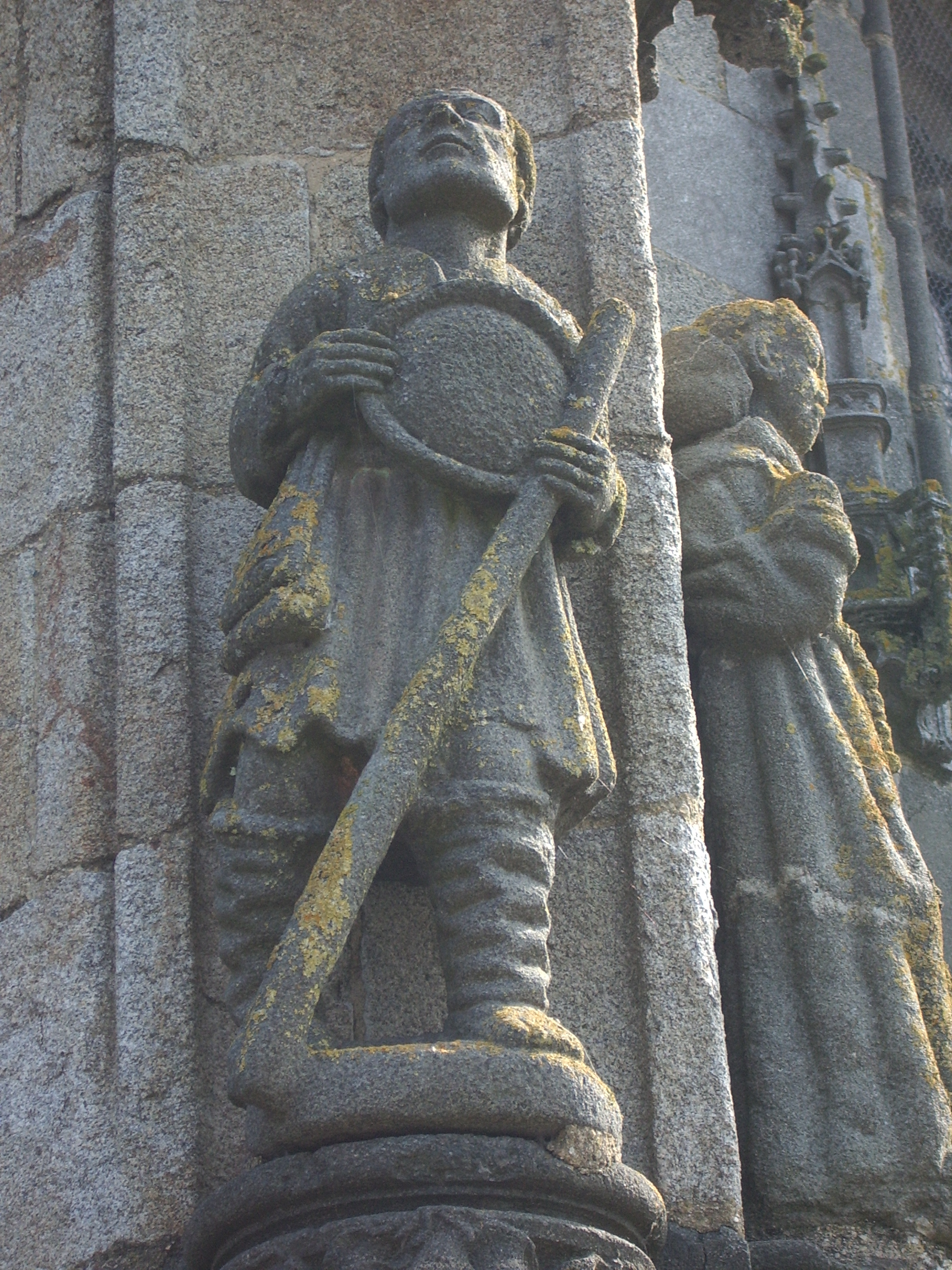
Салаун ар Фолль

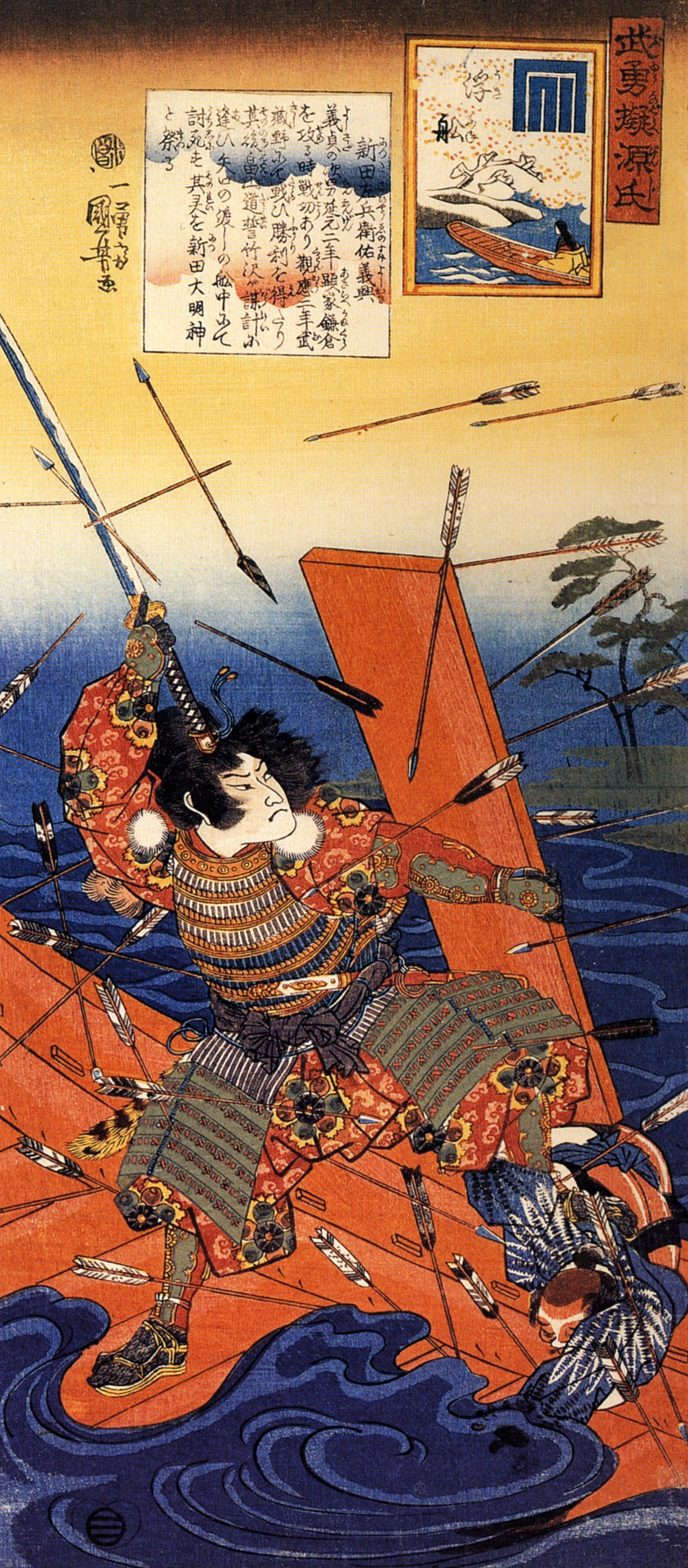
Нитта Йошиоки

В этой статье представлен список известных людей, умерших в 1358 году.
См. также: Категория:Умершие в 1358 году

## Январь
- 6 января — Гертруда ван дер Остен[англ.] (или Гертруда Делфтская) — голландская бегинка, мистик, местночтимая святая
- 10 января — Абу Инан Фарис — маринидский султан Марокко (1348—1358); убит.
- 14 января—— Иоанн I Байе[фр.] — казначей дофина Карла французского, будущего короля Карла V; убит
- 20 января — Якоб фон Блудау[нем.] — епископ Самбии (1344—1358)

## Февраль
- 10 февраля — Хасан Бахман-шах — средневековый индийский мусульманский иктадар и военачальник, основатель и первый султан государства Бахманидов в Деккане (1347—1358)
- 22 февраля:
  - Жан де Конфлан[фр.] — маршал Шампани; убит во время Парижского восстания (1358);
  - Робер де Клермон[фр.] — маршал Нормандии (1357—1358); убит во время Парижского восстания (1358).

## Март
- 5 марта — Катарина Шубич — дочь бана Хорватии Младена III Шубича[англ.], княгиня-консорт бжегская (1326—1352), жена Болеслава III Расточителя, княгиня Бжегская (1352—1358).
- 15 марта — Бернардо Трикардо[итал.] — епископ Бергамо (1342—1349), епископ Брешии (1349—1358)

## Апрель
- 6 апреля — Раньеро Арсенди[итал.] — итальянский юрист
- 23 апреля — Николай Малый — князь Зембицкий из династии Силезских Пястов (1341—1358).
- 26 апреля — Бланка Французская — дочь короля Франции Филиппа V; монахиня

## Май
- 29 мая — Фадрике Альфонсо Кастильский (24) — инфант Кастилии, внебрачный сын короля Кастилии Альфонсо XI Справедливого, 1-й сеньор де Аро (1334—1345), 25-й магистр Ордена Сантьяго (1342—1358). Родоначальник дома Энрикесов. Убит по приказу короля Кастилии, сводного брата Педро I Жестокого.

## Июнь
- 4 июня — Жан де Хаутфуме[фр.] — епископ Авранша (1331—1358)
- 5 июня — Ульрих фон Фриденген[нем.] — епископ Констанца (1356—1357)
- 7 июня — Асикага Такаудзи (52) — первый сёгун дома Асикага (1338—1358)
- 12 июня — Хуан-де-Арагон[исп.] — арагонский инфант, сын короля Арагона Альфонсо IV, убит.
- 23 июня — Гиг VII де Форе (59) — граф Форе (1334—1358).

## Июль
- 30 июля — Николай Люксембургский[англ.] — незаконорожденный сын Иоганна Люксембургского, патриарх Аквилеи (1350—1358)
- 31 июля — Этьен Марсель — купеческий прево Парижа, руководитель Парижского восстания (1358); убит.

## Август
- 16 августа — Альбрехт II Мудрый (59) — герцог Австрийский и Штирийский (1330—1358), герцог Каринтии (1335—1358).
- 20 августа — Филиппо Белфорти[фр.] — епископ Вольтерры (1348—1358)
- 22 августа — Изабелла Французская («Французская Волчица») — дочь французского короля Филиппа IV Красивого, королева-консорт Англии (1308—1327), жена английского короля Эдуарда II, фактический регент Англии (1327—1330).

## Сентябрь
- 13 сентября — Пьер Андре[фр.] — епископ Нуайона (1339—1342), епископ Клермона (1342—1349), епископ Камбре (1349—1358)

## Октябрь
- 3 октября — Матильда де Шатильон — третья жена основателя дома Валуа Карла Валуа

## Ноябрь
- 22 ноября — Роджер Нортбург[англ.] — Лорд-хранитель Малой печати (1312—1316), хранитель Гардероба (1316—1322), Лорд-казначей (1328, 1340—1341). епископ Ковентри и Личфилда (1321—1358).
- Григорий из Римини — итальянский богослов и философ, генерал (1357) ордена августинцев-еремитов.

## Дата неизвестна или требует уточнения
- Адам де Вудхэм[англ.] — английский философ и теолог
- Альбрехт II Брауншвейг-Люнебургский[англ.] — князь-епископ Хильберштадта (1325—1358)
- Байан Кули-хан — хан Чагатайского улуса в Мавераннахре (1348—1358), марионетка Казагана; убит по приказу сына Казагана Абдуллаха.
- Кастелино Беккариа — представитель рода Беккариа, правитель Павии (1341—1358).
- Бернар Эзи V д’Альбре — сеньор д’Альбре и де Нерак (1326—1358), виконт де Тартас (1338—1358)
- Изабелла Брюс — королева-консорт Норвегии (1293—1299), жена Эйрика II Магнуссона, сестра короля Шотландии Роберта I.
- Габриэль, соправитель-сеньор Монако (1352—1357).
- Гонзало II[исп.] — епископ Сеговии (1355—1358).
- Питер де Грандисон, английский аристократ, 2-й барон Грандисон (1335—1358).
- Джованни далле Карчери — сеньор Эвбеи
- Иван Андреевич — князь Серпуховский (1353—1358)
- Казаган — правитель Чагатайского улуса (1346—1358), эмир. Убит на охоте в междоусобной борьбе.
- Казимир I Цешинский — князь цешинский (1314/1315—1358), севежский (1337—1358) и бытомский (1357—1358), наследственный вассал чешской короны.
- Гильом Каль — французский крестьянин из деревни Мелло, один из руководителей Жакерии; казнён.
- Кунга Гьялцэн[англ.] — последний тибетский Императорский наставник (Диши) при дворе монгольской династии Юань (1331—1358).
- Ришар Леско, французский хронист, монах-бенедиктинец.
- Джованни де Мариньолли, итальянский францисканец-миссионер, путешественник, дипломат, папский легат и епископ.
- Миклош III Вашари[англ.] — архиепископ Эстергома (1350—1358)
- Морис Фицджеральд, 2-й граф Десмонд[англ.] — ирландский дворянин, граф Десмонд (1356—1358)
- Нитта Йошиоки[англ.] — самурай из семьи Нитта, который сражался за Южный Императорский Двор в период нанбоку-те (1336—1392) японской истории; казнён.
- Гульельма Паллавичини — правительница Бодоницского маркизата (1311—1358).
- Раймонд Саке[англ.] — епископ Теруана(1334—1356), архиепископ Лиона (1356—1358)
- Салаун ар Фолль[фр.] — бретонский местночтимый святой
- Сиргитмиш — самый выдающийся Мамлюкский эмир во время правления Султана ан-Насира Хасана (1354—1358), основатель медресе Саргатмыша, умер в тюрьме.
- Тэмуршах-хан, хан Западного Чагатайского улуса (1358).
- Чжу Чжэньхэн — китайский медик времен династии Юань, основатель собственной медицинской школы.
- Шамс ад-дин Ильяс-шах — первый султан Бенгальского султаната (1352—1358).